# Холстед, Уильям Стюарт
Уильям Стюарт Холстед (англ. William Stewart Halsted; 23 сентября 1852, Нью-Йорк — 7 сентября 1922, Балтимор, Мэриленд) — американский хирург, доктор медицины, который подчеркнул роль строгой асептики во время хирургических процедур, был поборником новых открытых анестетиков и изобрел несколько новых операций, в том числе радикальную мастэктомию от рака груди. 
Наряду с Уильямом Ослером (профессором медицины), Говардом Этвудом Келли (профессором гинекологии) и Уильям Г. Уэлчем (профессором патологии), Холстед был одним из «Большой четверки» — первых профессоров госпиталя Джонса Хопкинса. 
Первым в 1890 ввёл в практику операций медицинские перчатки для врачей и медсестёр.
На протяжении профессиональной жизни он пристрастился к кокаину, а затем и к морфину, которые не были незаконными в то время.